# Prehoryłe
Prehoryłe (prononciation : [prɛxɔˈrɨwɛ]) est un village polonais de la gmina de Mircze dans le powiat de Hrubieszów de la voïvodie de Lublin dans l'est de la Pologne, à la frontière avec l'Ukraine.

## Situation
Il se situe à environ 12 kilomètres à l'est de Mircze (siège de la gmina), 20 kilomètres au sud-est de Hrubieszów (siège du powiat) et 123 kilomètres au sud-est de Lublin (capitale de la voïvodie).

## Démographie
Le village comptait approximativement une population de 401 habitants en 2007.

## Histoire
De 1975 à 1998, le village est attaché administrativement à la voïvodie de Zamość.

Depuis 1999, il fait partie de la voïvodie de Lublin.